# Jessica Watson

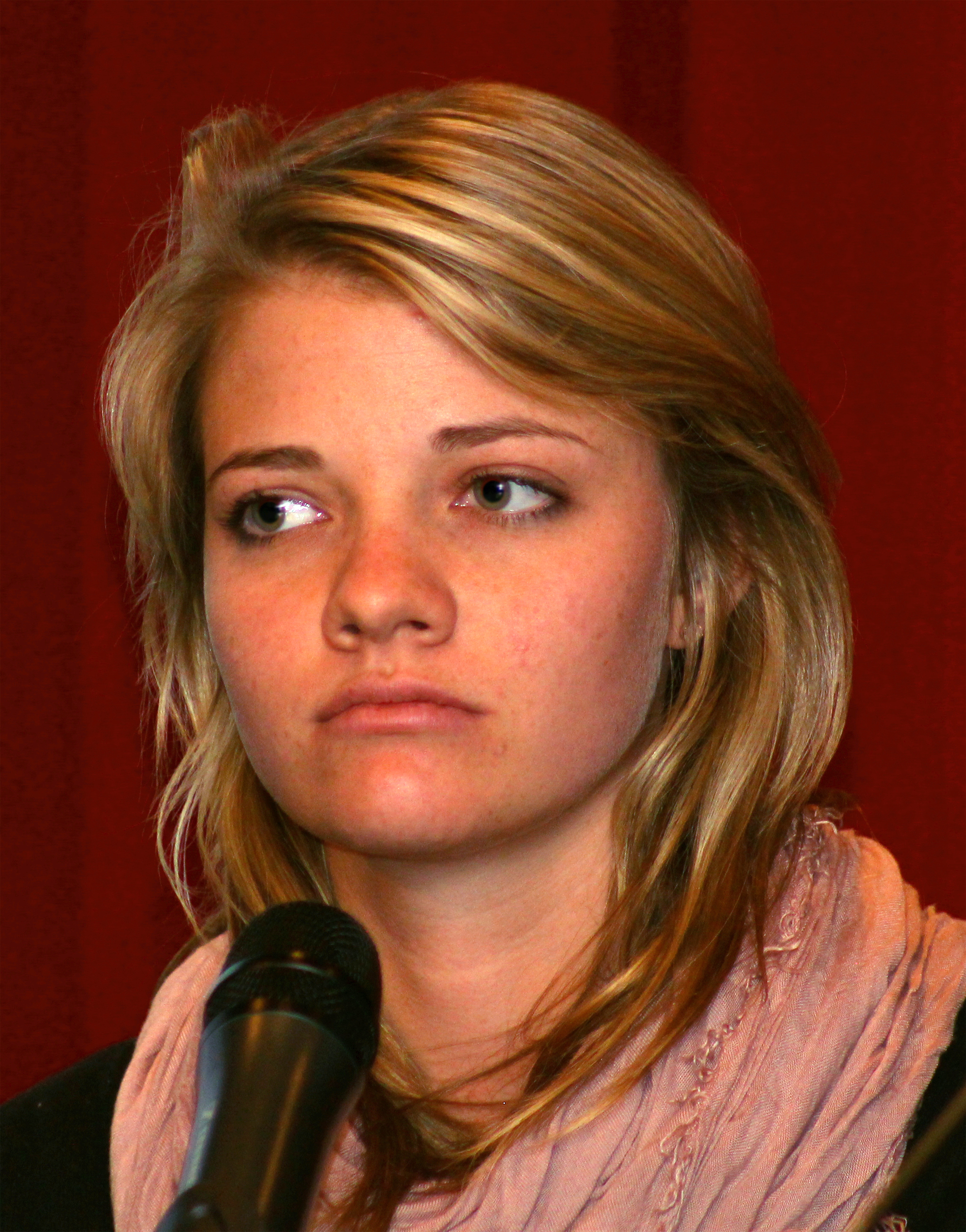
Jessica Watson (2011)

Jessica Watson OAM (* 18. Mai 1993 in Gold Coast, Queensland) ist eine australische Seglerin. International bekannt wurde sie vor allem, weil sie als bis dahin jüngste Einhandseglerin ohne Zwischenstopp die Welt umsegelte. Jessica Watson erreichte am 15. Mai 2010 nach fast 23.000 zurückgelegten Seemeilen (etwa 43.000 km) und 210 Tagen auf See drei Tage vor ihrem 17. Geburtstag den Ausgangspunkt ihrer Weltumsegelung im Hafen von Sydney.

## Kindheit
Jessicas Mutter Julie war Ergotherapeutin, der Vater Immobilienmakler. Sie heirateten 1986. 2004 wurde das Haus der Familie verkauft. Ab da lebte die Familie in einem umgebauten Doppeldeckerbus. Gleichzeitig wurde ein 52 Fuß langes Motorboot gekauft. 2004 bis 2010 lebte die Familie auf diesem Boot. Der Unterricht der vier Kinder geschah teils durch Fernstudium, teils durch die Mutter. Von 2006 bis 2007 reiste die Familie in ihrem Bus durch Australien.

## Weltumsegelung

Route der Weltumsegelung

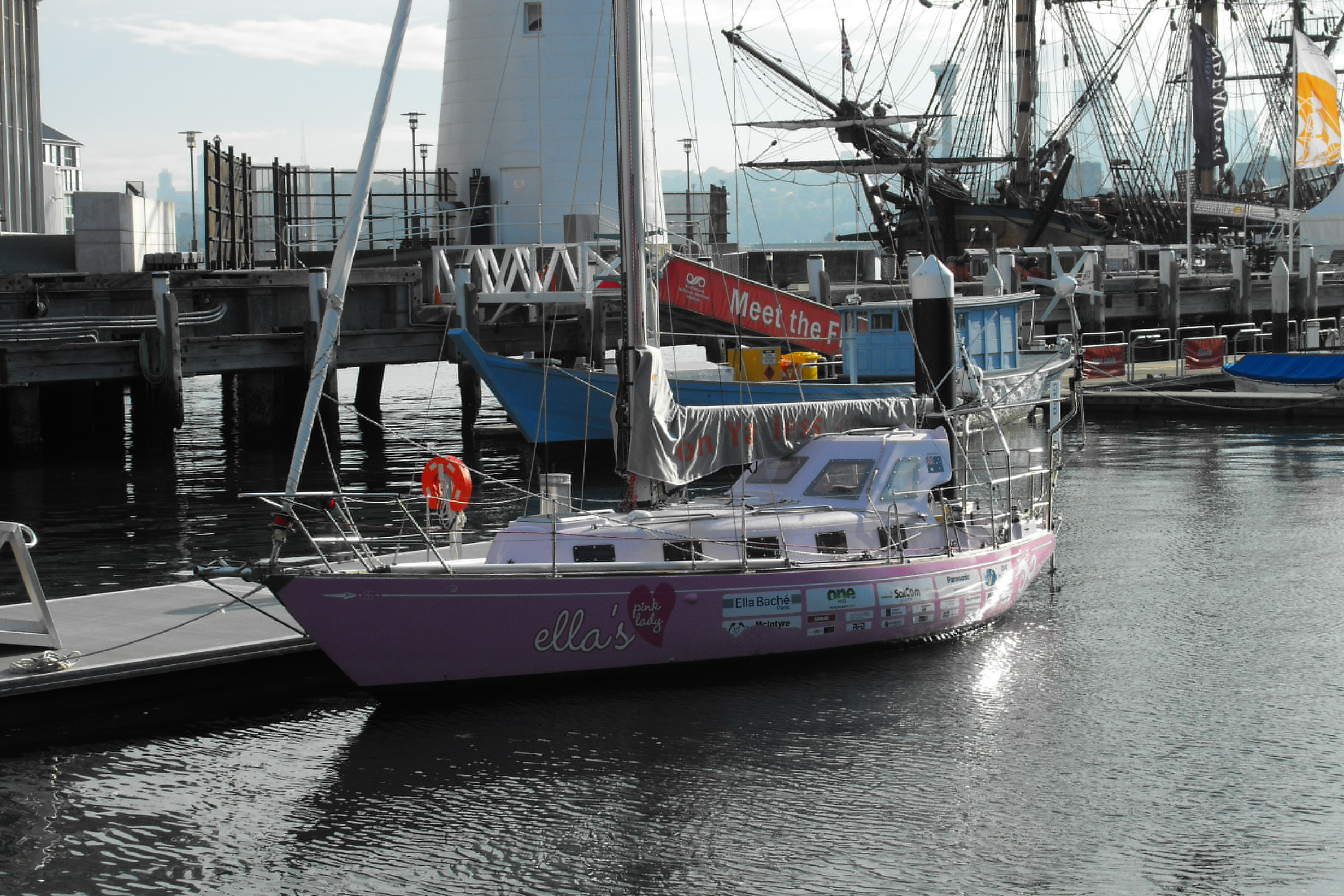
Watsons Boot Ella’s Pink Lady im Australian National Maritime Museum in Sydney

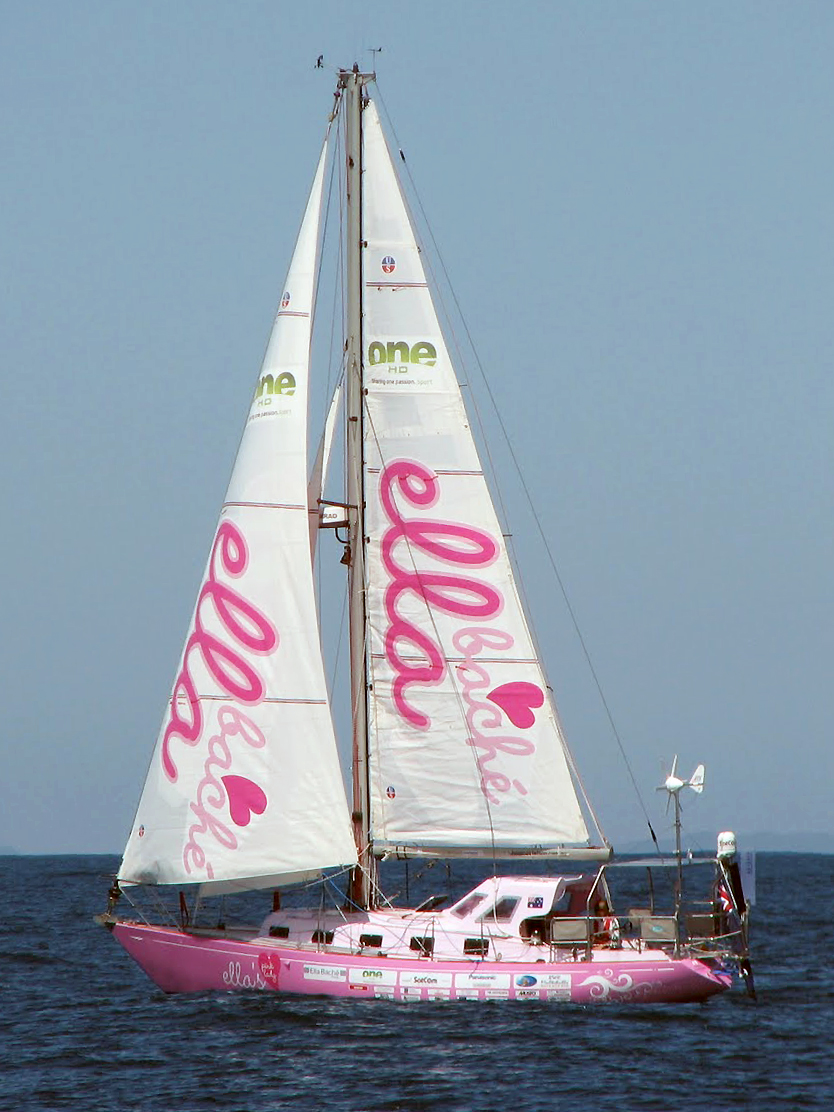
Ella's Pink Lady

Am 18. Oktober 2009 startete Watson in Sydney zu einer Weltumseglung – ostwärts und damit mit der Hauptwindrichtung. Am 19. November 2009 überquerte sie den Äquator und passierte am 13. Januar 2010 Kap Hoorn. Den Indischen Ozean erreichte Watson am 24. Februar, als sie etwa 400 Seemeilen südlich von Kap Agulhas den Atlantik verließ.
Watsons Boot Ella’s Pink Lady ist eine S&S 34 mit 10,23 Meter Länge und 3,08 Meter Breite. Dieser Bootstyp aus den frühen 1970er Jahren gilt als sehr seetüchtig und wurde unter anderem auch von Jon Sanders, David Dicks und Jesse Martin für ihre Weltumsegelungen verwendet.
Die Reise verlief von Sydney zu den Line Islands, dem Kap Hoorn, den Falklandinseln, Kap Agulhas, South East Cape (Tasmanien) zurück nach Sydney. Da neben der Umrundung der Erde auch mindestens zwei Überquerungen des Äquators gefordert werden, um offiziell als Weltumseglung anerkannt zu werden, umrundete Watson die knapp nördlich des Äquators gelegene Insel Kiritimati.
Für die Weltumsegelung wurde bei einer Gesamtstrecke von ca. 23.000 Seemeilen (42.596 Kilometer) eine Dauer von etwa 240 Tagen veranschlagt. Tatsächlich benötigte Watson lediglich 210 Tage, was einem Durchschnittsetmal von 110 Seemeilen entspricht.
Es wurden rund 400.000 US$ für die Weltumsegelung gesammelt.
Am 15. Mai 2010 14.00 Uhr Ortszeit erreichte sie den Hafen von Sydney. Ob der angestrebte Rekord der jüngsten Einhand-Weltumseglerin ohne Zwischenstopp und externe Hilfe allgemeine Anerkennung findet, ist allerdings noch umstritten.

## Kontroverse
Kritik an dem Rekordversuch wurde unter anderem wegen einer Kollision von Watsons Boot mit dem in Hongkong registrierten Frachter Silver Yang kurz vor Beginn der Weltumsegelung laut. So wurden Jessica Watsons Segelfähigkeiten angezweifelt. Des Weiteren wurde sie – ebenso wie auch die Niederländerin Laura Dekker – von Kritikern als zu jung bezeichnet.
Das für die Anerkennung von Segelrekorden gegründete World Sailing Speed Record Council (WSSRC) bemängelte, die von Watson zurückgelegte Strecke sei für eine Weltumsegelung zu kurz. Die Regeln des WSSRC verlangen eine orthodrome Strecke zwischen den Wegpunkten von 21.600 Seemeilen, Watsons Strecke habe jedoch weniger als 20.000 sm betragen.

## Weiterer Lebenslauf
Nach der Teilnahme an weiteren Segelregatten im Jahre 2011 studierte sie Marketing und Kommunikationswissenschaft. Ab 2015 war sie bei Deckee Pty Ltd. tätig, die eine Informations-App für australische Gewässer u. a. für (Sport-)Bootfahrer und Fischer produzieren, und hielt dort 2021 eine Position als Brand Ambassador inne.

## Künstlerische Rezeption
Mit True Spirit produzierte Netflix einen auf ihrer Weltumsegelung basierenden Spielfilm, der im Januar 2023 erstmals ausgestrahlt wurde.

## Veröffentlichungen
- Jessica Watson: Solo mit Pink Lady. Delius Klasing, 2011, ISBN 978-3-7688-3250-2.

## Auszeichnungen
- 2012: Medal of the Order of Australia (OAM)